# Ferrocarril en Andalucía

Red de ferrocarriles de Andalucía en 2024.

La red ferroviaria de Andalucía está mayoritariamente sustentada en las vías construidas en el siglo XIX, enfocadas al transporte de pasajeros y mercancías de larga distancia. En la actualidad se encuentra en un proceso de renovación que la adaptará a las nuevas tecnologías y la creciente demanda de usuarios.

## Historia

La red de ferrocarriles en España durante el siglo XIX

La mayoría de los ferrocarriles de Andalucía fueron construidos entre los años 1850 y 1900. Sin embargo, el primer intento de construcción de ferrocarril en España se sitúa en Jerez de la Frontera y la Bahía de Cádiz. El proyecto consistía en una red férrea entre el Puerto de Santa María, Jerez de la Frontera, Sanlúcar de Barrameda y Rota. Aunque no se hizo realidad hasta la década de 1850, donde se unió Jerez de la Frontera con El Puerto de Santa María y, más adelante con el puerto del Trocadero, en Puerto Real, para poder transportar las botas de vino rumbo a Reino Unido en el denominado tren del vino.
La conexión ferroviaria entre Madrid y Andalucía, a través del paso de Despeñaperros, abrió la posibilidad de realizar trayectos de larga distancia. Este ferrocarril sigue, desde Linares, el curso del río Guadalquivir hacia Andújar, Córdoba y Sevilla. A partir de la capital andaluza no se siguió un trazado recto hacia la Bahía de Cádiz, sino que se optó por construir estaciones en las localidades intermedias para dar servicio a un mayor número de habitantes. El ferrocarril continúa vía Utrera, Las Cabezas de San Juan y Lebrija hasta conectar con las vías existentes, y terminar su trayecto por Puerto Real, San Fernando y Cádiz.
Una vez satisfecha la conexión con Cádiz, los ferrocarriles a Málaga y Granada fueron los siguientes en inaugurarse. Esta ramificación parte de Córdoba hacia el sur por Montilla y Puente Genil hasta entrar en la estación de Bobadilla, donde se divide a su vez en vías hacia Málaga y Granada. Un nuevo ramal hacia Algeciras, pasando por la serranía de Ronda, sería inaugurado en la década de 1890.
Diversos ramales fueron construidos en las siguientes décadas para llegar al resto de capitales andaluzas a partir del ferrocarril Madrid-Cádiz, como Linares-Guadix-Almería y Sevilla-Huelva-Ayamonte.
Las uniones transversales fueron las últimas en ser construidas. Desde Extremadura llegaron ferrocarriles desde Zafra hacia Sevilla y Huelva, así como un nuevo vial entre Utrera y Bobadilla para garantizar nuevos servicios entre Andalucía Occidental y Oriental. También una vía de Linares a Puente Genil conocida como la vía del aceite, hoy en día cerrada en su mayor parte.
Se puso también en servicio, ya en el siglo XX, la conexión entre Andalucía y el Levante español, a través del ferrocarril del Almanzora. El posterior cierre de esta vía ha conllevado el descontento de los habitantes de Granada y Almería, puesto que ahora los trenes se ven obligados a dar un rodeo por el Alcázar de San Juan para llegar hasta Valencia y Barcelona.
Durante el transcurso del siglo XX, se acometieron obras para electrificar el ferrocarril Madrid-Cádiz así como los ramales a Huelva, Jaén y Málaga, y entre Almería y las minas de Alquife.
En el cierre de líneas deficitarias de 1985 dejaron de prestar servicio otras vías, como la de Sanlúcar de Barrameda, y se dejaron sin uso otras que nunca llegaron a poner en funcionamiento. La Junta de Andalucía salva del cierre algunas líneas deficitarias como la Sevilla-Granada o las salidas a Extremadura.
El gobierno de Felipe González cambió el modelo hacia una red ferroviaria centrada en potenciar las líneas de alta demanda, además de crear los núcleos de Cercanías. En Sevilla se duplicó la vía electrificada entre Lora del Río y Dos Hermanas y se creó la "Variante de La Negrilla", un desvío por el este de la ciudad, utilizado por trenes de mercancías y cercanías. Málaga y Cádiz también estrenaron servicios de cercanías.
En 1986 el gobierno determina crear un nuevo acceso a Andalucía por el Valle de los Pedroches que servirá para aliviar el congestionado paso de Despeñaperros, en vía única. Posteriormente se decide que este acceso será una línea de alta velocidad en ancho europeo, la primera de España.
Tras la puesta en servicio de la alta velocidad, las obras avanzan para integrar el ferrocarril en las ciudades andaluzas. El gobierno de José María Aznar soterra las vías del tren en Cádiz, e inicia las obras de la alta velocidad a Málaga, que culminan en 2007, ya con José Luis Rodríguez Zapatero en el poder. Empiezan los trabajos para duplicar y ampliar las vías en las áreas metropolitanas de Cádiz y Málaga, y los trabajos de la alta velocidad a Granada, que continúan en la actualidad. La Junta de Andalucía inició las obras del Eje Ferroviario Transversal y el Corredor de la Costa del Sol, pero debido a la crisis económica iniciada en 2008 acaba renunciando a concluir estos proyectos. También han quedado paralizados los trabajos del Corredor Mediterráneo en Almería. El gobierno de Mariano Rajoy también suprime varios servicios deficitarios, dejando sin tráfico de viajeros la línea convencional Córdoba-Bobadilla, y el trayecto Linares-Granada que queda sin servicios diurnos. Se salvaron de la eliminación, una vez más, los trayectos entre Andalucía y Extremadura.
En 2015 se pone en servicio la línea de alta velocidad Sevilla-Cádiz, el tiempo Madrid-Cádiz bajó por primera vez de las cuatro horas, pero aún con vía de ancho ibérico y electrificada a 3 kV, a diferencia del resto de LAV españolas electrificadas a 25 kV. Debido a esto, los trenes circularán como máximo a 220 km/h por esta línea hasta que se cambie la electrificación. Un futuro cambio a ancho UIC permitiría que el AVE llegara a Cádiz, con un tiempo en el entorno de las tres horas y cuarto. En 2019 llegó la alta velocidad a Granada. En 2020, a causa de la pandemia de covid-19, todos los trenes nocturnos son eliminados. En 2023 Iryo empieza a operar en la alta velocidad de Andalucía, rompiendo el monopolio de Renfe.

## Alta velocidad

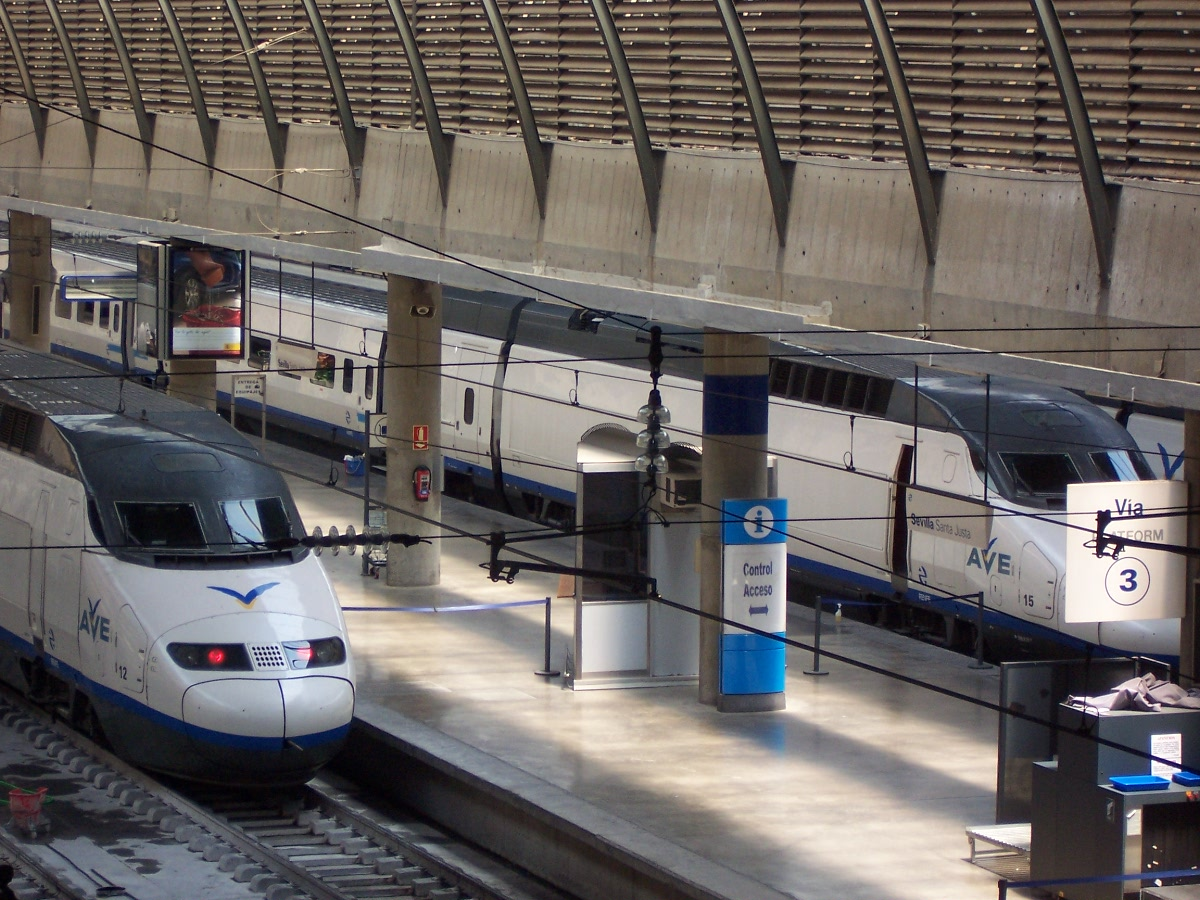
Estación de Santa Justa en Sevilla.

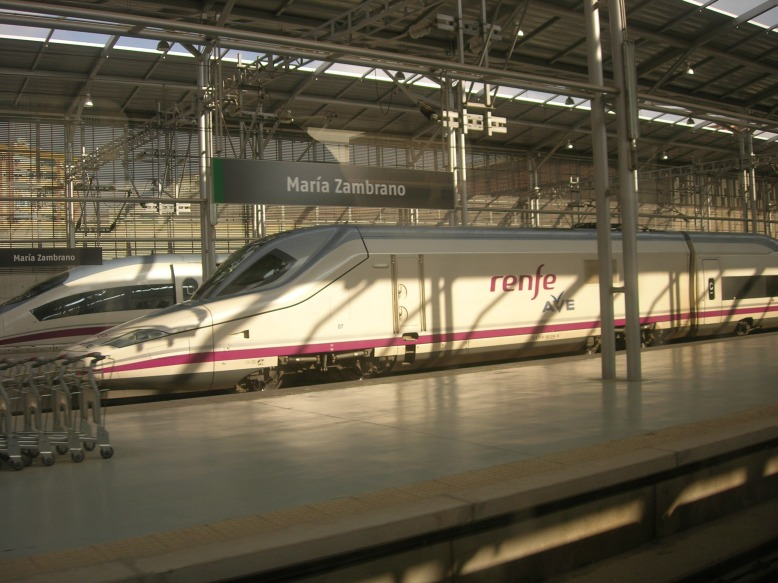
Estación de Málaga-María Zambrano en Málaga.

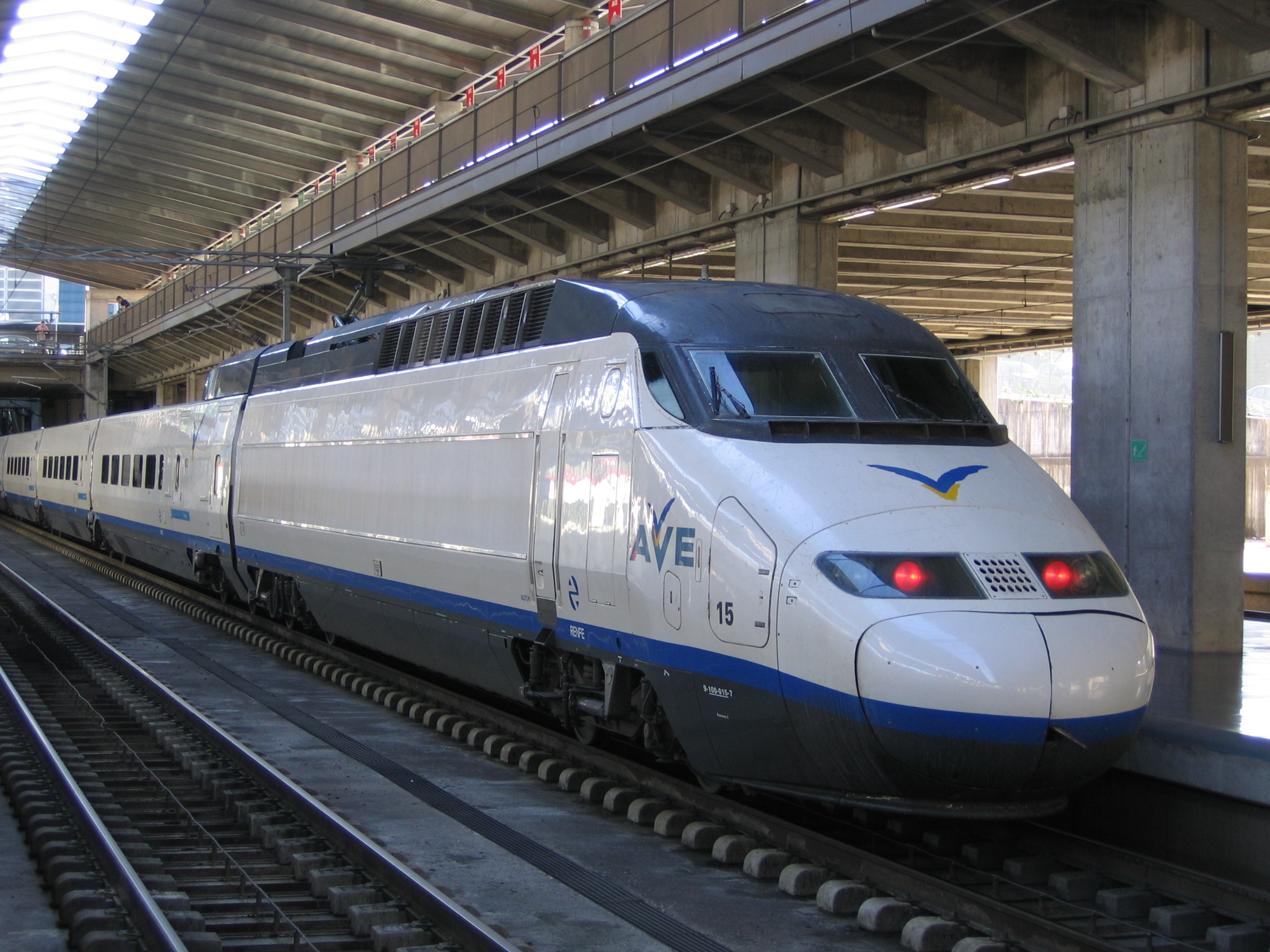
Estación de Córdoba-Central.

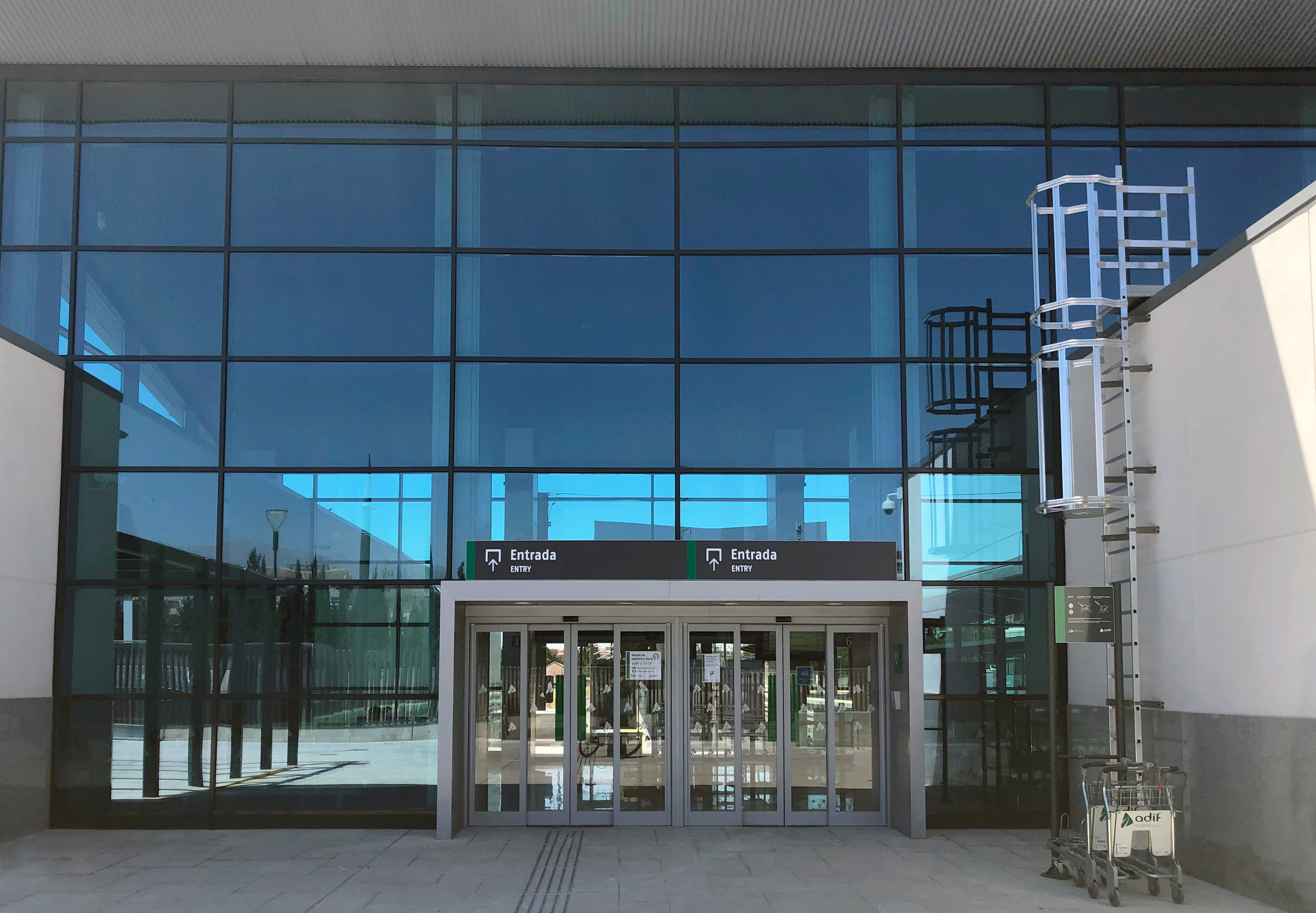
Estación de Granada.

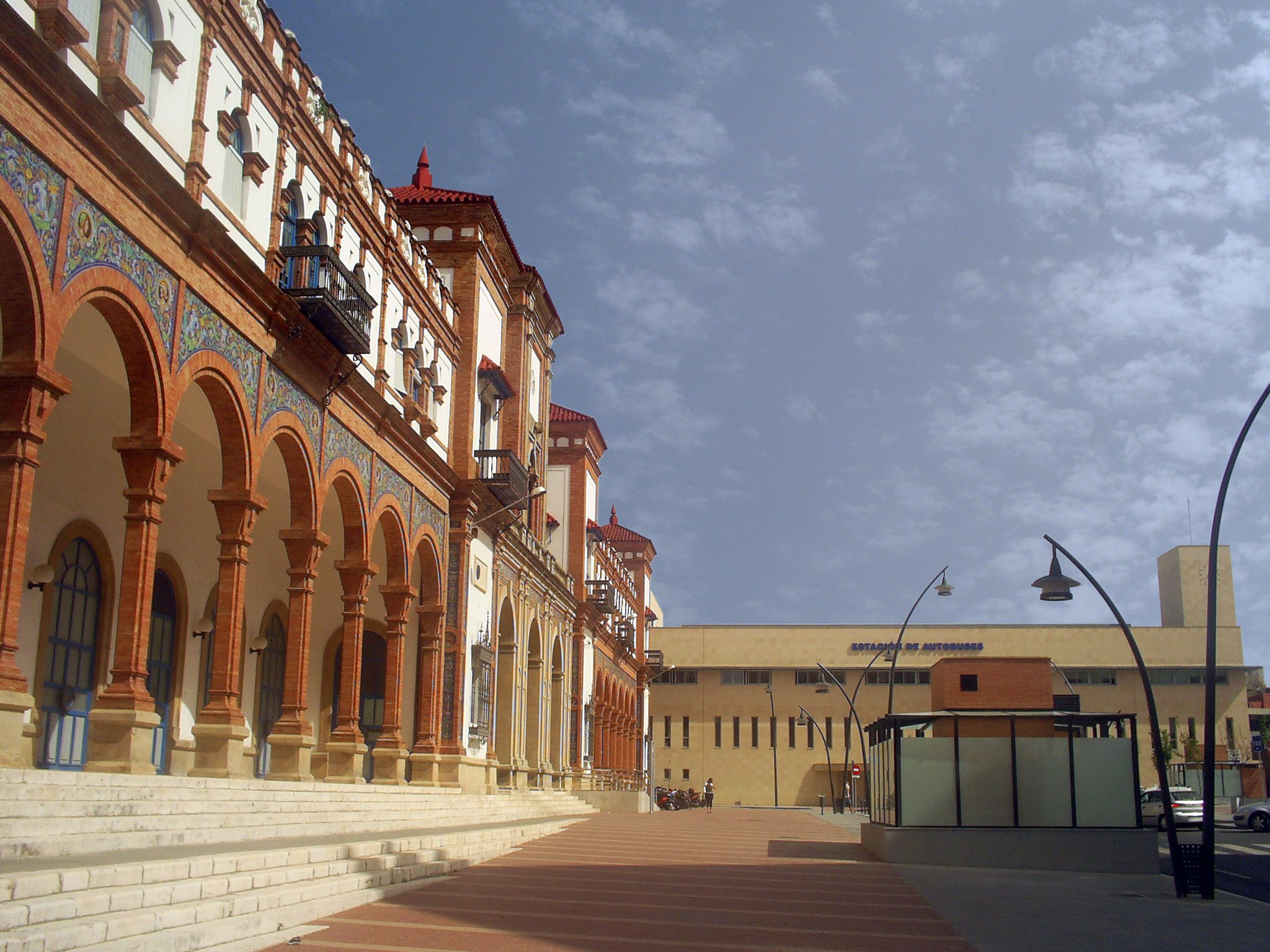
Estación de Jerez de la Frontera.

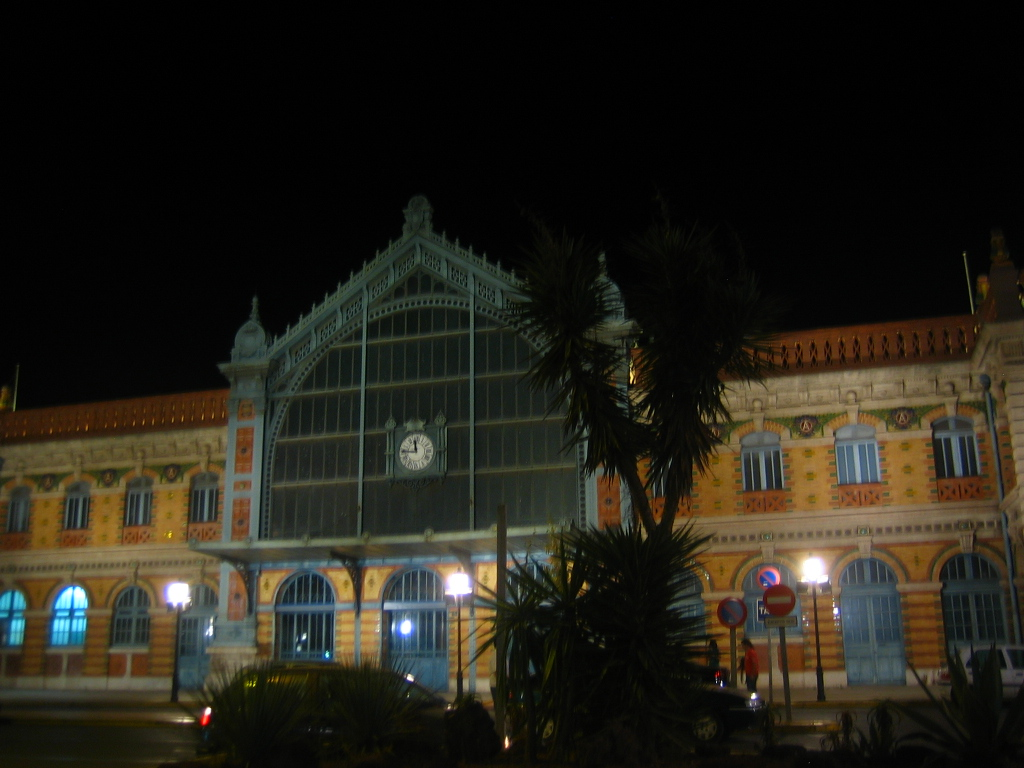
Estación de Almería.

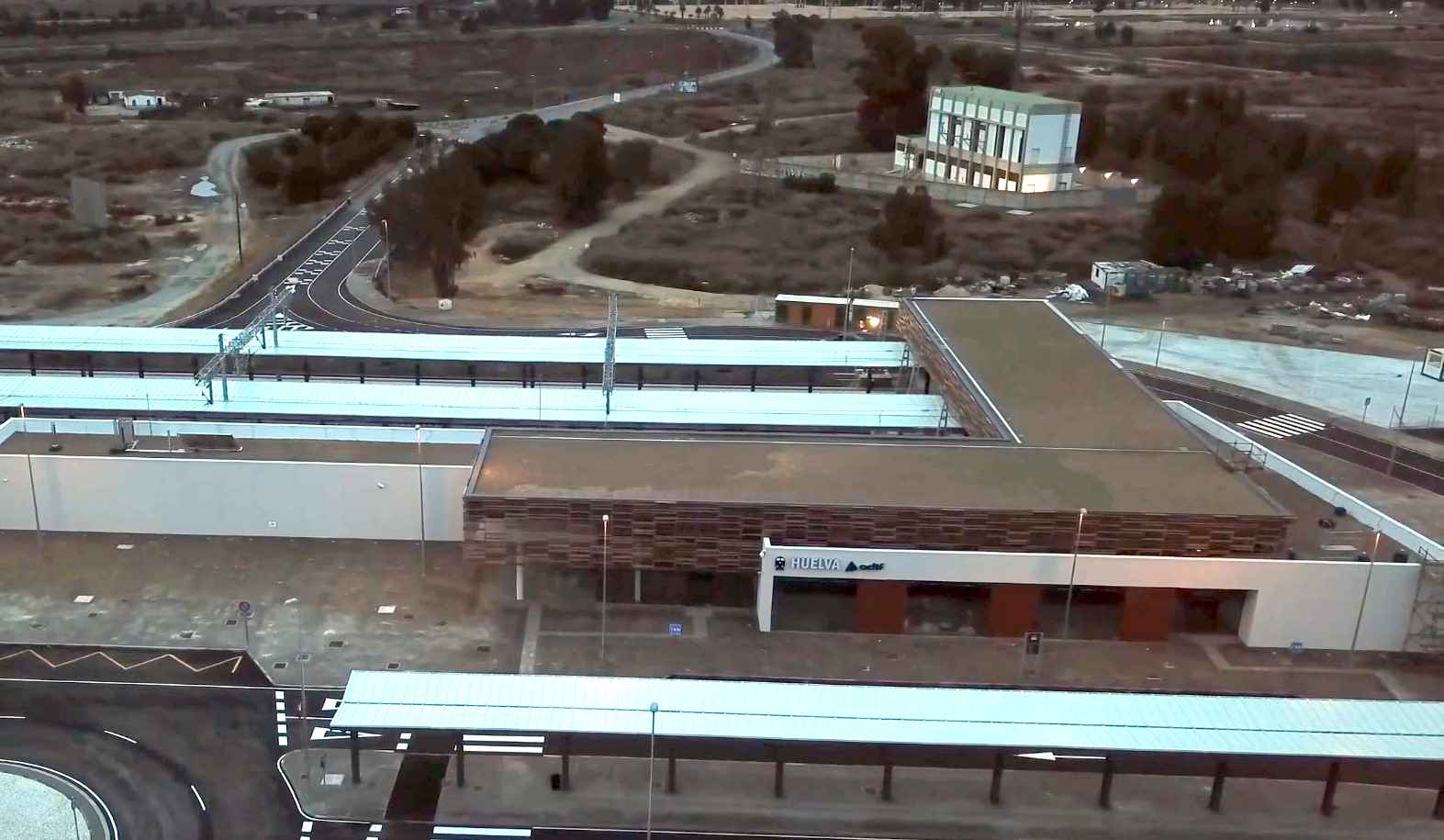
Estación de Huelva.

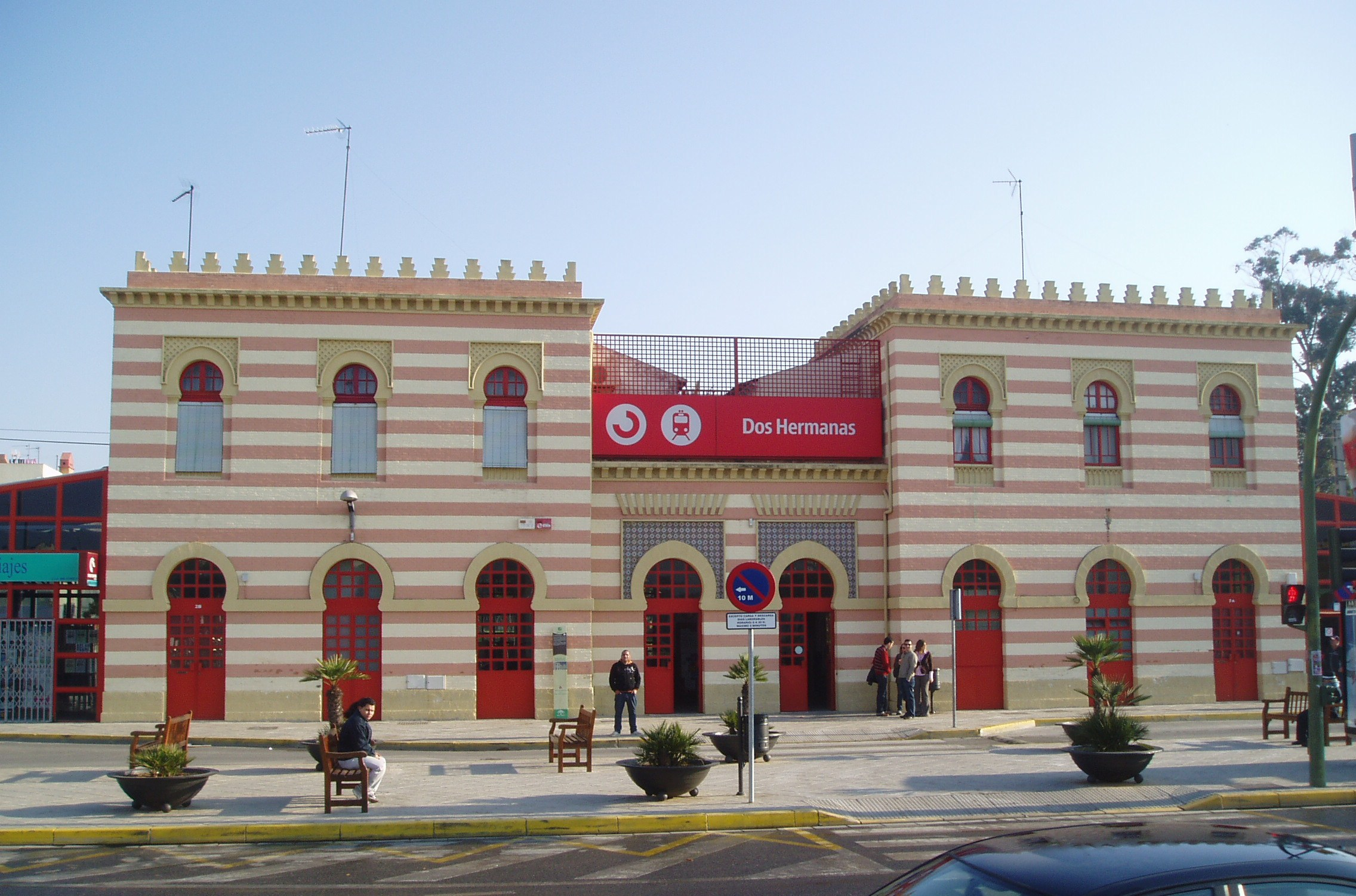
Estación de Dos Hermanas.

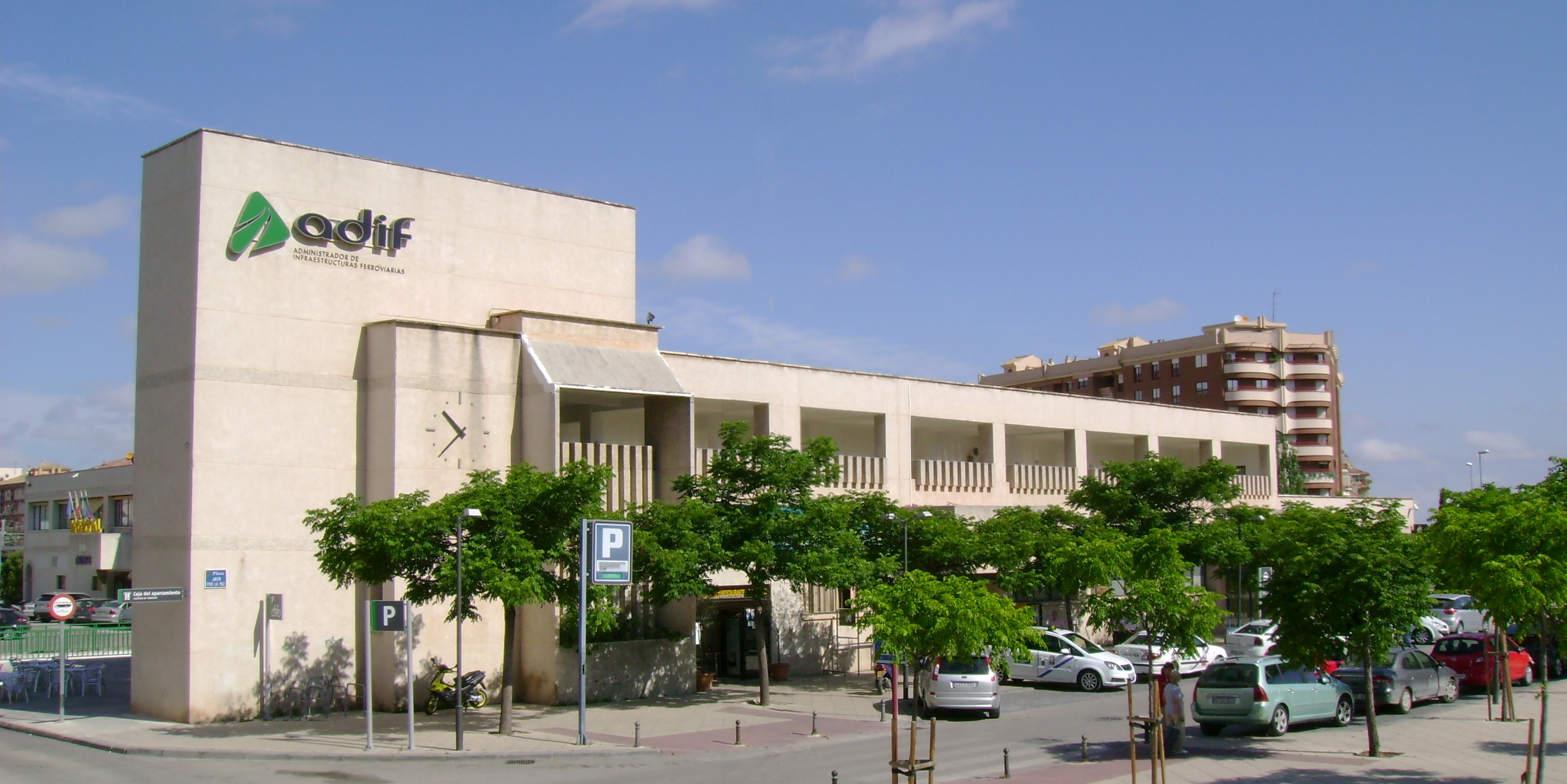
Estación de Jaén.

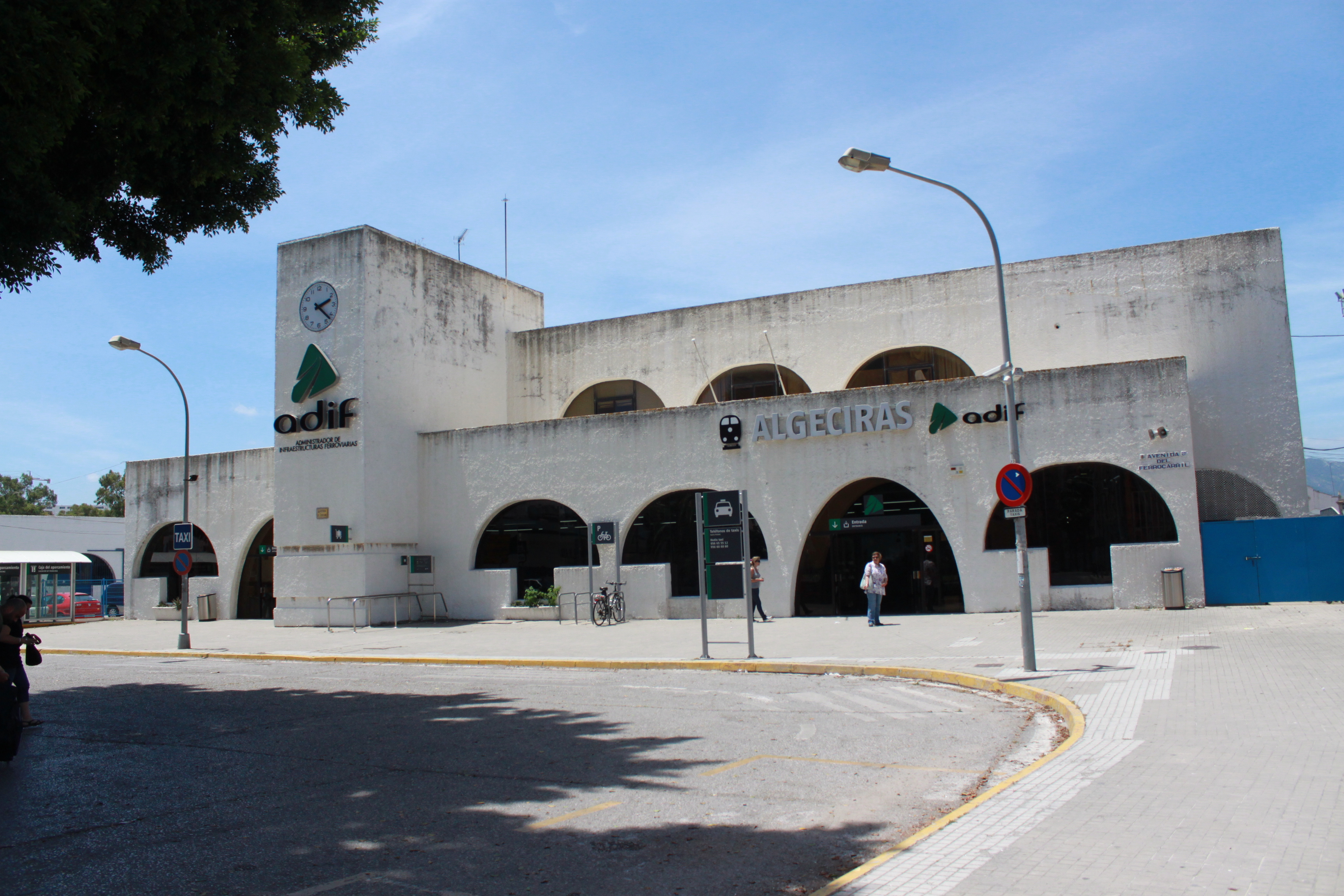
Estación de Algeciras.

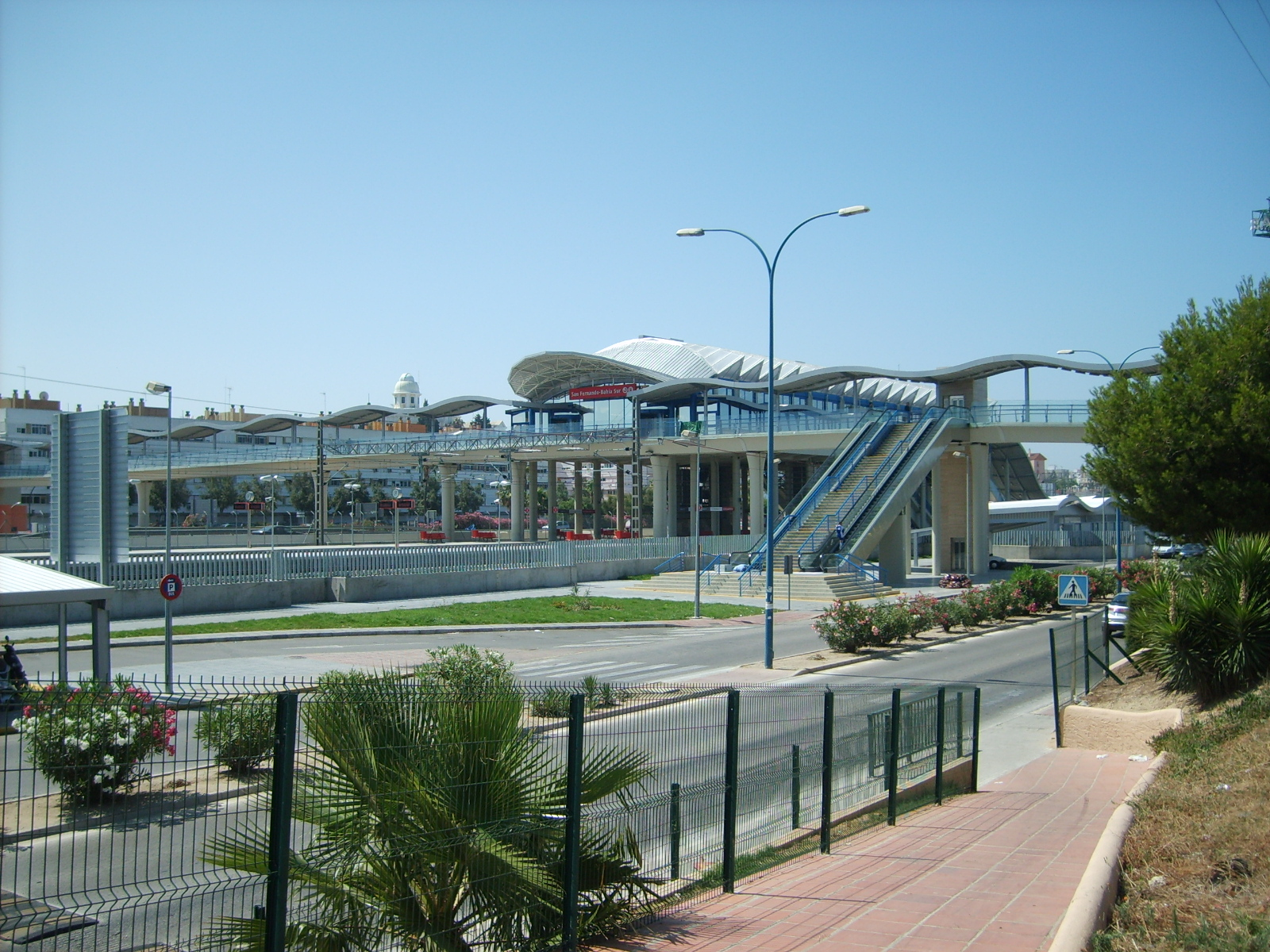
Estación de San Fernando-Bahía Sur.

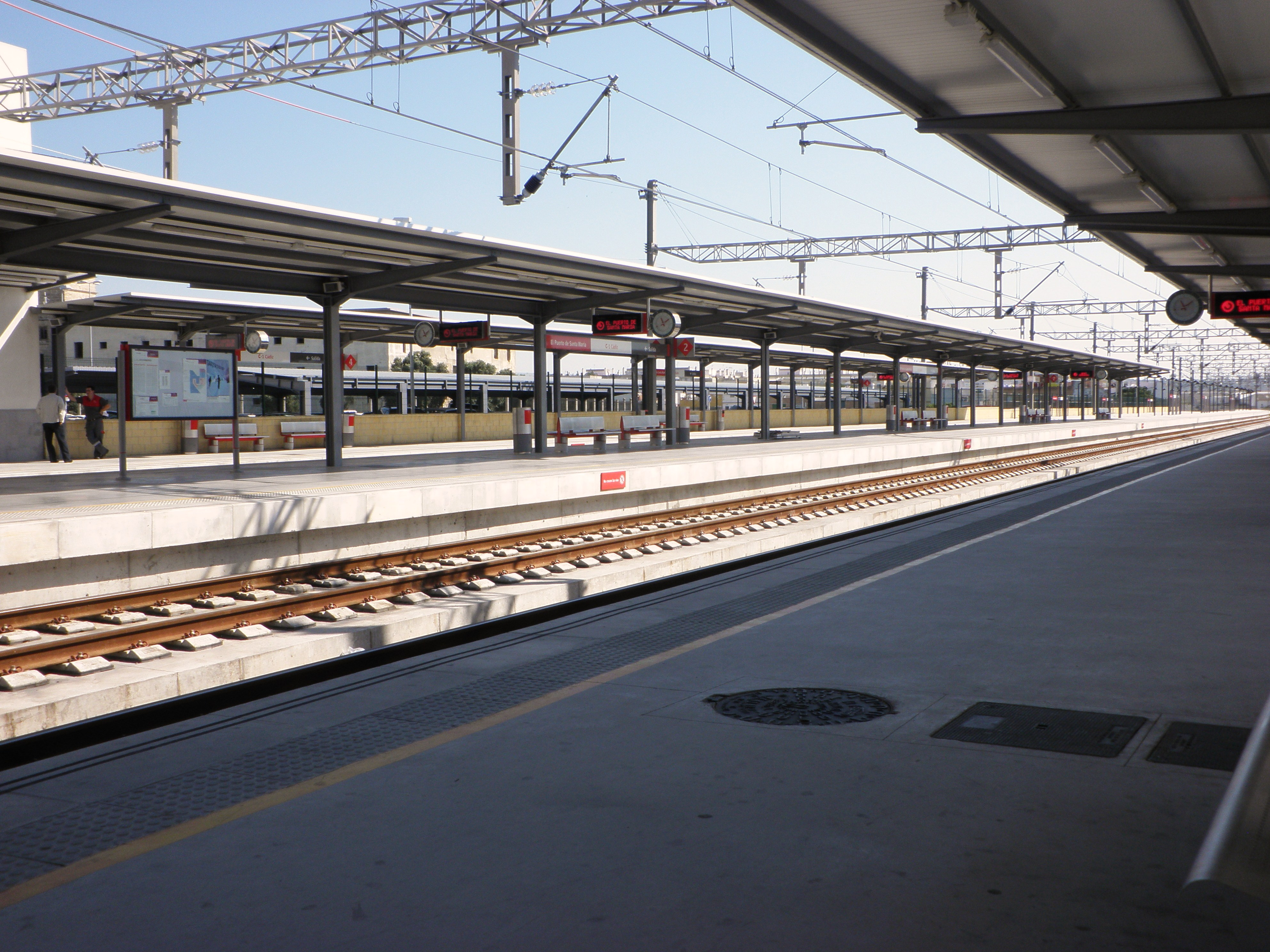
Estación de El Puerto de Santa María.

La alta velocidad ferroviaria llegó a Andalucía en 1992 con la puesta en servicio del Nuevo Acceso Ferroviario a Andalucía, una vía doble de ancho internacional alternativa al paso de Despeñaperros que permite velocidades de hasta 300 km/h. Realiza el recorrido entre Madrid y Sevilla parando en Ciudad Real, Puertollano y Córdoba. El tiempo mínimo empleado por estos trenes para recorrer los 471 kilómetros es de 2 horas y 15 minutos. El AVE Madrid-Sevilla ha resultado ser un rotundo éxito, puesto que a fecha de 2006 el 85,5% de los viajeros entre estas dos ciudades, en el combinado avión-tren, eligieron el tren como medio de transporte. Respecto al total de transporte (carretera+tren+avión) el porcentaje ha superado el 45%
Desde 1992, los trenes que parten desde Madrid con destino a Huelva, Cádiz, Algeciras y Málaga han venido recorriendo parte de su trayecto por las vías de alta velocidad, reduciendo el tiempo de viaje, y haciendo muy competitivo al ferrocarril frente al vehículo privado.
La puesta en servicio, en 2006, del tramo Córdoba-Antequera de la LAV Córdoba-Málaga significó un nuevo recorte en los tiempos de viaje hacia Algeciras y Málaga, además de una nueva ruta para los trenes hacia Granada, que anteriormente entraban por Despeñaperros.
Esta línea de alta velocidad, de 155 kilómetros, fue inaugurada en su totalidad en diciembre de 2008, llegando el AVE de Madrid a Málaga en 2 horas y 30 minutos. Se pusieron también en servicio las estaciones de Puente Genil-Herrera y Antequera-Santa Ana, futuro centro de las vías de alta velocidad de Andalucía. Con posterioridad, en 2014, se construiría la estación de Villanueva de Córdoba-Los Pedroches.

## Servicios ferroviarios actuales
En la actualidad, los servicios son prestados por la compañía Renfe Operadora y por Iryo.

### Alta Velocidad-Larga Distancia

#### AMadrid
| Tren          | Origen                  | Paradas intermedias | Destino               | observaciones                               |
| ------------- | ----------------------- | --- | --------------------- | ------------------------------------------- |
| AVE S100      | Madrid-Puerta de Atocha | Ciudad Real · Puertollano · Villanueva de Córdoba-Los Pedroches · Córdoba-Central                                                         | Sevilla-Santa Justa   | Mínimo 2:20 h 20 trenes diarios por sentido |
| AVE S102      | Madrid-Puerta de Atocha | Ciudad Real · Puertollano · Córdoba-Central · Puente Genil-Herrera · Antequera-Santa Ana                                                  | Málaga-María Zambrano | Mínimo 2:25 h 12 trenes diarios por sentido |
| Iryo ETR 1000 | Madrid-Puerta de Atocha | Córdoba-Central | Sevilla-Santa Justa   | Mínimo 2:42 h 6 trenes diarios por sentido  |
| Iryo ETR 1000 | Madrid-Puerta de Atocha | Córdoba-Central · Antequera-Santa Ana | Málaga-María Zambrano | Mínimo 2:44 h 4 trenes diarios por sentido  |
| AVE S102      | Madrid-Puerta de Atocha | Ciudad Real · Puertollano · Córdoba-Central · Puente Genil-Herrera · Antequera-Santa Ana · Loja                                           | Granada-Andaluces     | Mínimo 3:05 h 3 trenes diarios por sentido  |
| Alvia         | Madrid-Puerta de Atocha | Córdoba-Central · La Palma del Condado | Huelva-Término        | Mínimo 3:35 h 1 tren diario por sentido     |
| Alvia         | Madrid-Puerta de Atocha | Ciudad Real · Puertollano · Córdoba-Central · Sevilla-Santa Justa · Jerez de la Frontera · Puerto de Santa María · San Fernando-Bahía Sur | Cádiz                 | Mínimo 4:17 h 3 trenes diarios por sentido  |
| Intercity     | Madrid-Puerta de Atocha | Ciudad Real · Puertollano · Córdoba-Central · Antequera-Santa Ana · Ronda                                                                 | Algeciras             | Mínimo 5:30 h 1 tren diario por sentido     |
| Intercity     | Madrid Chamartín        | Madrid Atocha Cercanías · Alcázar de San Juan · Manzanares · Valdepeñas · Vilches · Linares-Baeza · Jódar-Úbeda · Guadix                  | Almería               | Mínimo 6 h 1 tren diario por sentido        |

Los trenes de Madrid a Jaén forman parte de la categoría de Media Distancia.

#### ABarcelona
| Tren                    | Origen          | Paradas intermedias | Destino               | observaciones                       |
| ----------------------- | --------------- | --- | --------------------- | ----------------------------------- |
| AVE S103                | Barcelona-Sants | Campo de Tarragona · Lérida-Pirineos · Zaragoza-Delicias · Ciudad Real · Puertollano · Córdoba-Central | Sevilla-Santa Justa   | 5:37 h 2 trenes diarios por sentido |
| AVE S103                | Barcelona-Sants | Campo de Tarragona · Lérida-Pirineos · Zaragoza-Delicias · Córdoba-Central · Puente Genil-Herrera · Antequera-Santa Ana | Málaga-María Zambrano | 5:45 h 2 trenes diarios por sentido |
| AVE S103                | Barcelona-Sants | Tarragona · Lérida · Zaragoza · Córdoba · Antequera AV | Granada               | 6:19h 1 tren diario por sentido     |
| InterCity torre del oro | Barcelona-Sants | San Vicente de Calders · Tarragona · Salou · La Aldea-Amposta-Tortosa · Vinaroz · Benicarló-Peñíscola · Salou · Castellón de la Plana · Valencia · Játiva · Albacete · Alcázar de San Juan · Manzanares · Valdepeñas · Vilches · Linares-Baeza · Espeluy · Andújar · Córdoba-Central- Sevilla-Santa Justa- Jerez de la Frontera- El puerto de Santa maría- San Fernando-Bahia Sur- | Cádiz                 | 11:30 h 1 tren diario por sentido   |

#### A otros destinos
| Tren     | Origen        | Paradas intermedias | Destino               | observaciones |
| -------- | ------------- | --- | --------------------- | ------------- |
| Estrella | Bilbao-Abando | Miranda de Ebro · Burgos Rosa Manzano · Valladolid-Campo Grande · Medina del Campo · Ávila · Manzanares · Valdepeñas · Vilches · Linares-Baeza · Córdoba-Central · Puente Genil · Bobadilla | Málaga-María Zambrano | Suprimido     |

### Media Distancia-Avant

#### Renfe Media Distancia
| Id. | Trayecto                   |
| --- | -------------------------- |
| 58  | Madrid - Jaén              |
| 65  | Sevilla - Cádiz            |
| 66  | Sevilla - Córdoba - Jaén   |
| 67  | Sevilla - Málaga           |
| 68  | Granada - Almería          |
| 70  | Algeciras - Antequera      |
| 72  | Sevilla - Huelva           |
| 74  | Sevilla - Mérida - Cáceres |

Trenes eliminados en 2013:
- 69 Córdoba - Bobadilla
- 71 Linares-Baeza - Granada
- 73 Huelva-Zafra (sustituido por Intercity)

Trenes cambiados en 2019:
- 68 Sevilla-Almería pasa a ser Granada-Almería
- 70 Algeciras-Granada pasa a ser Algeciras-Antequera

#### Renfe Avant
| Número                           | Tipo de servicio | Tipo de tren | Trayecto                | Estaciones | Duración | Trenes diarios |
| -------------------------------- | ---------------- | ------------ | ----------------------- | --- | -------- | -------------- |
| Avant 84                         | Avant            | S104         | Sevilla-Córdoba-Málaga  | Sevilla-Santa Justa · Córdoba-Central · Puente Genil-Herrera · Antequera-Santa Ana · Málaga-María Zambrano      | 1:55 h   | 7*             |
| Avant 85                         | Avant            | S104         | Sevilla-Córdoba-Granada | Sevilla-Santa Justa · Córdoba-Central · Puente Genil-Herrera · Antequera-Santa Ana · Loja · Estación de Granada | 2:25 h   | 3              |
| * 7 más 1 Sevilla-Córdoba y v.v. |                  |              |                         | |          |                |

### Cercanías
Cuatro áreas metropolitanas andaluzas disponen de redes de cercanías o metrotren. A ellas hay que añadir el municipio almeriense de Pulpí que cuenta con servicio de la red de cercanías de Murcia. 

#### Área metropolitana de Sevilla
| línea | recorrido                                  | Longitud |
| ----- | ------------------------------------------ | -------- |
|       | Lebrija - Utrera - Sevilla - Lora del Río  | 106 km   |
|       | Sevilla Santa Justa- Isla de la Cartuja    | 13 km    |
|       | Sevilla - Cazalla-Constantina              | 84 km    |
|       | Circular (Santa Justa - Sevilla Este)      | 18 km    |
|       | Jardines de Hércules - Sevilla - Benacazón | 33 km    |

##### Línea C-1 Lora del Río - Sevilla Santa Justa - Lebrija
| Lebrija - Utrera - Sevilla - Lora del Río |
| Lora del Río · Guadajoz · Los Rosales · Cantillana · Brenes · El Cáñamo · La Rinconada · Sevilla-Santa Justa · San Bernardo · Virgen del Rocío · Jardines de Hércules · Bellavista · Dos Hermanas · Cantaelgallo · Utrera · Las Cabezas de San Juan · Lebrija |

##### Línea C-2 Sevilla-Santa Justa - Cartuja
| Sevilla-Santa Justa - Cartuja                                   |
| Sevilla-Santa Justa · San Jerónimo · Estadio Olímpico · Cartuja |

##### Línea C-3 Sevilla-Santa Justa - Cazalla-Constantina
| Sevilla-Santa Justa - Cazalla-Constantina |
| Sevilla-Santa Justa · La Rinconada · El Cáñamo · Brenes · Cantillana · Los Rosales · Tocina \| Alcolea del Río \| Villanueva del Río y Minas \| Pedroso \| Cazalla-Constantina |

##### Línea C-4 Circular
| Circular                                                                                         |
| Sevilla-Santa Justa · San Bernardo · Virgen del Rocío · Padre Pío-Palmete · Palacio de Congresos |

##### Línea C-5 Virgen del Rocío - Sevilla-Santa Justa - Benacazón
| Jardines de Hércules - Sevilla-Santa Justa - Benacazón |
| Jardines de Hércules · Virgen del Rocío · San Bernardo · Sevilla-Santa Justa · San Jerónimo · Camas · Valencina-Santiponce · Salteras · Villanueva del Ariscal-Olivares · Sanlúcar la Mayor · Benacazón |

#### Área metropolitana de Málaga
El sistema de Cercanías de Málaga consta de dos líneas de carácter radial. La C-1 va paralela a la Costa del Sol comunicando Málaga con Fuengirola. La C-2 circula por el Valle del Guadalhorce entre la capital provincial y Álora.

##### Línea C-1 Málaga - Aeropuerto - Fuengirola
| Málaga - Aeropuerto - Fuengirola |
| Málaga-Centro-Alameda · Málaga-María Zambrano · Victoria Kent · Guadalhorce · Aeropuerto · San Julián · Plaza Mayor · Los Álamos · La Colina · Torremolinos · Montemar-Alto · El Pinillo · Benalmádena-Arroyo de la Miel · Torremuelle · Carvajal · Torreblanca · Los Boliches · Fuengirola |

##### Línea C-2 Málaga - Álora
| Málaga - Álora |
| Málaga-Centro-Alameda · Málaga-María Zambrano · Victoria Kent · Los Prados · Campanillas · Cártama · Aljaima · Pizarra · Álora |

#### Área metropolitana de la Bahía de Cádiz-Jerez
El servicio de cercanías en la Bahía de Cádiz está formado por una línea principal, la C-1 entre Cádiz y Jerez de la Frontera, y una línea auxiliar, la C-1a, entre el apeadero de Las Aletas y el Campus universitario de Puerto Real.
| Cádiz - Aeropuerto de Jerez |
| Cádiz · San Severiano · Segunda Aguada · Estadio · Cortadura · Río Arillo · San Fernando-Bahía Sur · San Fernando · Puerto Real · Las Aletas · Valdelagrana · El Puerto de Santa María · Jerez de la Frontera · Aeropuerto de Jerez |

| Las Aletas - Universidad |
| Las Aletas · Universidad |

#### Área metropolitana de Córdoba
La línea de Renfe Proximidad Metrotren Córdoba (que discurre entre Villarrubia de Córdoba y Alcolea pasando por Córdoba) comenzó a funcionar el 29 de octubre de 2018, comprendiendo un trazado de 23,4 kilómetros aproximadamente. En el futuro, se prevé la construcción y apertura por parte de Adif de dos nuevas estaciones en el Parque Joyero y Fátima.

### Tranvía
- Tranvía Metropolitano de la Bahía de Cádiz
- Metrocentro
- Tranvía de Jaén
- Tranvía de Vélez-Málaga

### Metro
- Metro de Granada
- Metro de Málaga
- Metro de Sevilla

## Futuro
El Plan Estratégico de Infraestructuras y Transporte 2005-2020 (PEIT) del Gobierno de España tenía como objetivo que la alta velocidad ferroviaria llegara a las nueve áreas metropolitanas andaluzas al final de su ejecución. La idea era crear cuatro ramales nuevos de alta velocidad a partir de las vías en servicio del NAFA. Huelva, Jaén, Bahía de Algeciras y Almería quedarán fuera de este objetivo, por lo que su acceso a la alta velocidad no se producirá dentro de este plan con horizonte en 2020.

### Líneas de alta velocidad en construcción o en proyecto
A fecha de hoy se encuentran en ejecución:
- LAV Madrid-Jaén,[10] 270 km de Mora (Toledo) a Jaén. Adaptación de la doble vía existente al ancho internacional para velocidades de hasta 250 km/h. Estación intermedia en Alcázar de San Juan.
- LAV Sevilla-Cádiz,[11] 145 km de Sevilla a Cádiz con estaciones en Jerez de la Frontera[12] y San Fernando.[13] Doble vía de ancho ibérico, con traviesas polivalentes, que facilitarán el futuro cambio a ancho internacional.[14] La velocidad máxima de proyecto será de 250 km/h.[15] Al ser el único acceso a Cádiz desde San Fernando, los servicios de Media Distancia, Cercanías, el Tranvía y trenes de mercancías circularán por esta infraestructura..
- Eje Ferroviario Transversal, dos tramos en ejecución:
  - De Sevilla a Antequera-Santa Ana,[16] 128 km, velocidad máxima de 250 km/h, estación en Osuna. Doble vía de ancho internacional.
- LAV Antequera-Algeciras,[17] 163 km de Antequera-Santa Ana a Algeciras, con una estación en Ronda. Será de doble vía de ancho internacional de Antequera a Ronda (72 km), para una velocidad de 300 km/h; vía única de tres raíles de Ronda a San Pablo de Buceite (54 km), y doble vía de tres raíles hasta Algeciras (46 km), con velocidad de proyecto de 160 km/h.[18] Los tramos de más dificultad orográfica, entre Ronda, Cortes de la Frontera y San Pablo de Buceite ya están en obras.
- LAV Murcia-Almería,[19] 200 km de Murcia a Almería, conectando con la LAV Madrid-Levante. Doble vía de ancho internacional. El tramo Vera-Sorbas ha sido recientemente licitado.[20]
- Corredor de la Costa del Sol,[21] de Nerja a Algeciras por Málaga. Doble vía de ancho internacional con velocidad máxima de 220 km/h. Adaptación de las vías de Cercanías Málaga-Fuengirola en ejecución. Obras licitadas de Las Lagunas a La Cala de Mijas.[22] No hay fecha para la puesta en servicio del tramo entre Fuengirola y Marbella.
- LAV Sevilla-Huelva, será una nueva línea de alta velocidad en ancho internacional (1435 mm), 350 km/h de velocidad máxima, y electrificación a 25 kV CA.

### Líneas de alta velocidad en estudio
En fase de estudio informativo o declaración de impacto ambiental:
- LAV Granada-Almería,[23] tercer y último tramo del Eje Ferroviario Transversal.
- LAV Córdoba-Jaén.[24]
- Conexión Bahía de Cádiz-Bahía de Algeciras.[25] Estudio realizado en 1999 por la Junta de Andalucía.[26]

Se están realizando estudios de viabilidad para los siguientes corredores:
- LAV Huelva-Faro,[27] propuesto por el Gobierno de Portugal.
- LAV Jaén-Granada-Motril.[28]
- Prolongación del Corredor de la Costa del Sol hasta Almería.[29]
- Túnel del Estrecho de Gibraltar,[30] de 38 km de largo entre Facinas y Tánger. Apuesta de los gobiernos de España[31] y Marruecos.[32]